# فلاكورة كينابالية
فلاكورة كينابالية (الاسم العلمي:Flacourtia kinabaluensis) هي نوع من النباتات تتبع جنس الفلاكورة من الفصيلة الصفصافية.